# Fourche du Diable
Pour les articles homonymes, voir Fourche du diable.
La Fourche du Diable est une liqueur de racines de gentiane d'Auvergne, fabriquée par Desprat vins.

## Origines
- L'arrachage de rhizomes de gentiane (par le Gençanaïre) s'effectue avec une fourche d'origine jurassienne nommée "la fourche du diable", cet outil a donné son nom à un apéritif (à 16° d'alcool) à base de gentiane.
- D'après la légende : les montagnards surveillent la grandeur de la lampe florale des gentianes jaunes, car elle annonce la hauteur de neige de l’hiver à venir[1]…

## Description
C'est une gentiane, dont l'amertume classique est adoucie par une saveur légèrement citronnée. Souple en bouche, elle se caractérise par la fraîcheur et le velouté de ses arômes. Elle est conditionnée dans un flacon «apothicaire».